# Enno Heidebroek
Enno Wilhelm Tielko Heidebroek (* 15. November 1876 in Hannover; † 1. Februar 1955 in Dresden) war ein deutscher Maschinenbau-Ingenieur und Hochschullehrer für Maschinenelemente und Fördertechnik. Als Rektor leitete er 1923/1924 die Technische Hochschule Darmstadt und von 1945 bis 1947 die Technische Hochschule Dresden.

## Leben

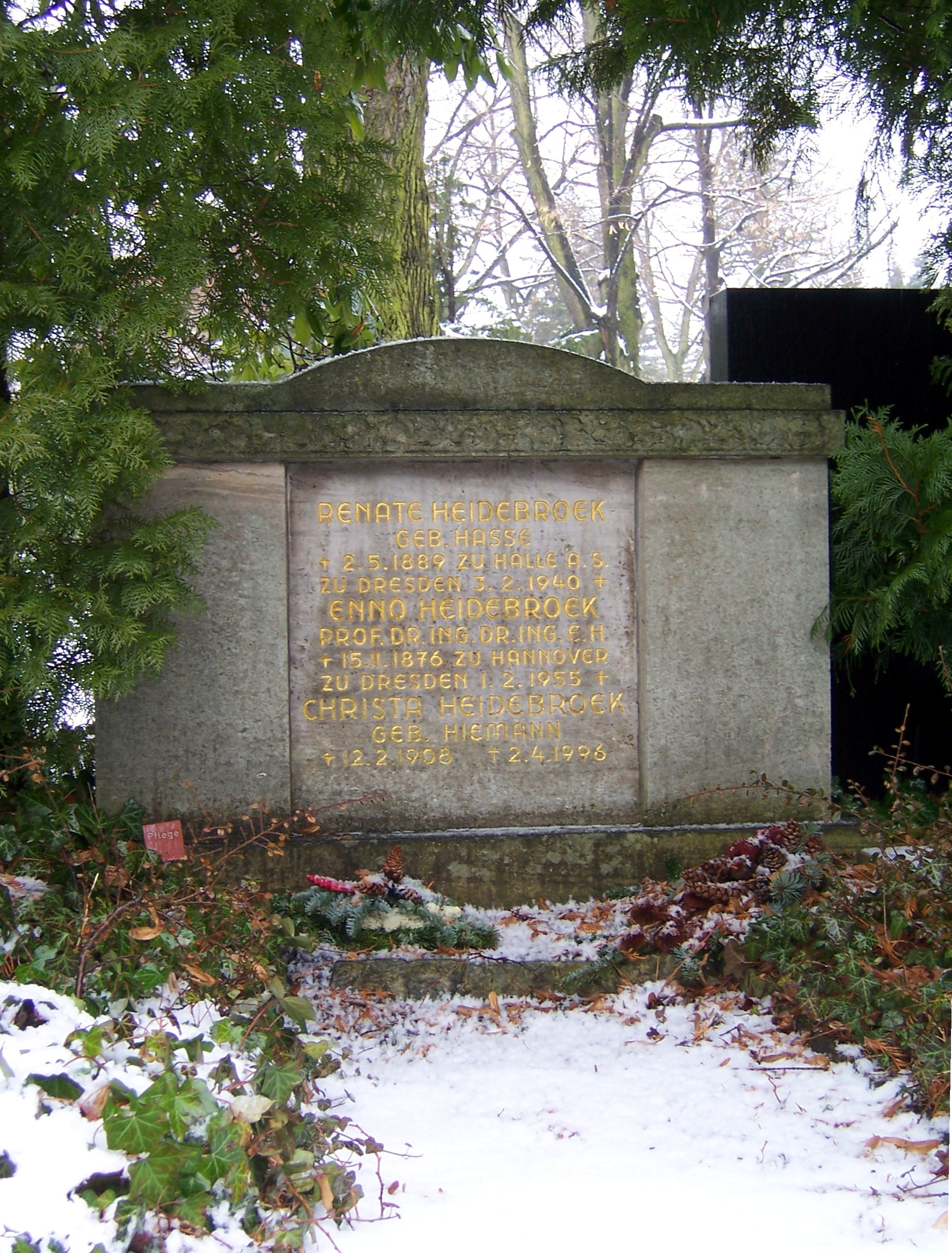
Grab Enno Heidebroeks auf dem Äußeren Plauenschen Friedhof in Dresden

Heidebroek wurde in Hannover geboren und studierte von 1895 bis 1899 Maschinenbau an der dortigen Technischen Hochschule. Er wurde 1899 Assistent am Lehrstuhl für Maschinenelemente und Wasserkraftmaschinen an der Technischen Hochschule (Berlin-)Charlottenburg. Bereits nach einem Jahr reichte er
in Hannover seine Dissertationsschrift mit dem Titel Vergleichende Untersuchungen über die hydraulischen Eigenschaften der Überdruckturbinen ein. Als erstem Diplom-Ingenieur für Maschinenbau wurde Enno Heidebroek 1901 der akademische Grad eines Dr.-Ing. an der TH Hannover verliehen, in Deutschland war er der dritte Träger dieses Titels. 1902 verließ er den Lehrstuhl und ging in die Industrie. 1911 erhielt er einen Ruf nach Darmstadt, wo er ordentlicher Professor für Maschinenelemente, Getriebelehre und Kalkulation an der Technischen Hochschule Darmstadt wurde. Für die Jahre 1923 und 1924 wurde er zum Rektor der Technischen Hochschule Darmstadt gewählt.
1931 folgte er dem Ruf an die Technische Hochschule Dresden, wo er den Lehrstuhl für Maschinenkunde und Fördertechnik übernahm.
1933 unterzeichnete er das Bekenntnis der Professoren an den deutschen Universitäten und Hochschulen zu Adolf Hitler und übernahm kommissarisch den Vorstand des in Auflösung begriffenen Deutschen Studentenwerks. Seit 1934 war Heidebroek Mitglied im Nationalsozialistischen Lehrerbund. Von 1939 bis 1940 war Enno Heidebroek kurzzeitig  Betriebs- und Organisationsleiter der Heeresversuchsanstalt in Peenemünde. Im Auftrag des Reichsministers für Rüstung und Kriegsproduktion wurde Enno Heidebroek 1943 zum "Beauftragten" für die Ausarbeitung der wissenschaftlich-technischen Grundlagen zur Umstellung von Wälzlagern- auf Gleitlager im Rahmen der "Schnellaktion Schweinfurt" ernannt.
Nach dem Zweiten Weltkrieg war er einer der Universitätsmitarbeiter, deren Engagement eine Neueröffnung der zerstörten Hochschule ermöglichte. Bereits vor der offiziellen Wiedereröffnung der Technischen Hochschule Dresden war Enno Heidebroek 1945 zu ihrem Rektor gewählt worden. Im Jahr 1947 übergab er das Rektorat an seinen Nachfolger Werner Straub. Seit 1948 war er ordentliches Mitglied der Sächsischen Akademie der Wissenschaften. Im Jahr 1951 verlieh ihm die Technische Hochschule Darmstadt die Ehrendoktorwürde.
Heidebroek trat 1945 in die Liberal-Demokratische Partei Deutschlands ein und wurde 1946  Mitglied der Beratenden Versammlung Sachsens. Am 1. April 1949 rückte er für verstorbenen Arthur Bretschneider in den Sächsischen Landtag nach, dem er bis Oktober 1950 angehörte. Ab Mai 1949 gehörte er mit dem Mandat des Kulturbundes dem 2. Deutschen Volksrat und von Oktober 1949 bis Oktober 1950 der Provisorischen Volkskammer der DDR an.
Heidebroek war vom 16. Juli 1946 bis zum 15. Februar 1949 der erste Präsident der Kammer der Technik (KDT), der Ingenieurorganisation in der sowjetischen Besatzungszone.
1953 wurde Enno Heidebroek ein Oberschenkel amputiert. Trotzdem nahm er wenige Monate später seine Hochschularbeit wieder auf und führte diese bis kurz vor seinem Tode fort. Er starb 1955 in Dresden. Sein Grab befindet sich auf dem dortigen Äußeren Plauenschen Friedhof. An der Technischen Universität Dresden trägt heute die Versuchshalle für Fördertechnik an der Nöthnitzer Straße den Namen „Heidebroek-Bau“.
Enno Heidebroek war Mitglied der studentischen Verbindung Corps Altsachsen Dresden im WSC. Er trat 1900 dem Verein Deutscher Ingenieure (VDI) bei und war von 1923 bis 1926 dessen Vorstandsmitglied. Er war langjähriger Vorsitzender des VDI-Fachausschusses „Maschinenelemente“.

## Darstellung Heidebroeks in der bildenden Kunst
- Arthur Rudolph: Nationalpreisträger Prof. Dr. Ing. Enno Heidebroeck (Tafelbild, Öl, um 1953)[7]

## Schriften
- Industriebetriebslehre. Die wirtschaftlich-technische Organisation des Industriebetriebes mit besonderer Berücksichtigung der Maschinenindustrie. Springer, Berlin 1923.
- Laufversuche eines Automobilmotors mit Preßstofflagern auf der Kurbelwelle (= Technischer Forschungsbericht. Zwischenbericht. Nr. 21, ZDB-ID 2113970-2). Wirtschaftsgruppe Fahrzeugindustrie, Berlin-Charlottenburg 1938 (maschinschriftlich).
- Die Entwicklung des Lagers seit Ende des vorigen Jahrhunderts. In: Technikgeschichte. Bd. 28, 1939, ISSN 0040-117X, S. 44–49.
- mit Arno Döring: Vergleichende Untersuchungen an Lagerschalenwerkstoffen (= Deutsche Kraftfahrtforschung. Bd. 52, ZDB-ID 503618-5). VDI-Verlag, Berlin 1941.
- Richtlinien für den Austausch von Wälzlagern gegen Gleitlager. Dresdener Verlagsgesellschaft, Dresden 1950.
- Das Verhalten von zähen Flüssigkeiten insbesondere Schmierflüssigkeiten in engen Spalten (= Berichte über die Verhandlungen der Sächsischen Akademie der Wissenschaften zu Leipzig. Mathematisch-Naturwissenschaftliche Klasse. Bd. 97, H. 6, ISSN 0366-001X). Akademie-Verlag, Berlin 1950.
- Über die Beziehungen zwischen Schmierung und Verschleiß bei geschmierter Gleitreibung (= Berichte über die Verhandlungen der Sächsischen Akademie der Wissenschaften zu Leipzig. Mathematisch-Naturwissenschaftliche Klasse. Bd. 98, H. 2). Akademie-Verlag, Berlin 1950.
- Schmierstoff- und Lagerfragen (= Metallkundliche Berichte. Bd. 27, ZDB-ID 534589-3). Verlag Technik, Berlin 1952.
- Die Beziehungen zwischen Härte, Schmierung und Verschleißfestigkeit (= Berichte über die Verhandlungen der Sächsischen Akademie der Wissenschaften zu Leipzig. Mathematisch-Naturwissenschaftliche Klasse. Bd. 100, H. 4). Akademie-Verlag, Berlin 1952.
- als Herausgeber: Fördertechnik für Massengüter. Knapp, Halle (Saale) 1952–1953;
  - Band 1: Fördereinrichtungen für Tagebauten und Bau-Grossanlagen. 1952;
  - Band 2: Fördereinrichtungen für den Güterumschlag und die Transportvorgänge in der industriellen Produktion. 1953.
- Tragfähigkeitswerte für Lagerstoffe und Konstruktionsbeispiele Wälzlager/Gleitlager. Verlag Technik, Berlin 1954.